# Begoña Caamaño
Begoña Caamaño Rascado (Vigo, 14 de octubre de 1964-Santiago de Compostela, 27 de octubre de 2014) fue una periodista y escritora española en gallego, así como una feminista y activista política.

## Biografía
En sus inicios profesionales, trabajó en los servicios informativos de Radio Popular en su ciudad natal y Radio del Noroeste. Fue corresponsal en Vigo de la Agencia de Noticias de Galicia y del diario madrileño El Sol y colaboró en A Nosa Terra, Tempos y Novas da Galiza. A partir de 1989 se incorporó a la Radio Galega. Desde la delegación de Vigo, junto con Rosa Martínez, inició el programa Trecolas. En 1992 pasó a la redacción central de la emisora donde desarrolló tareas como redactora de diversos servicios de información en el Diario Cultural. Más tarde dirigió y presentó Andando a Terra, Club Cultura y Expresso de Medianoite. Trabajó igualmente en las secciones de cultura y los servicios informativos de la Radio Pública de Galicia. Fue miembro del comité de empresa de Radio Galega y presidió el Comité Interempresas de la Corporación de Radio y Televisión de Galicia (CRTVG), donde adquirió notoriedad por sus denuncias de manipulación del propio medio público gallego del tratamiento dado a la información sobre el hundimiento del petrolero Prestige en 2002.
Colaboradora habitual en diversas revistas feministas y antimilitaristas publicadas en Galicia, fue autora también de diversas obras de narrativa en gallego en las que destacan dos obras de ficción: Circe ou o pracer do azul (2009), una recreación del mito de Circe y Morgana en Esmelle (2012). Con esta última recibió varios premios literarios entre los que se encuentran el de la Crítica de narrativa gallega que otorga la Asociación Española de Críticos Literarios, el Antón Losada Diéguez de creación literaria en 2013, así como el premio Ánxel Casal y el de la Asociación de Escritores en Lengua Gallega. El crítico español, Ángel Basanta, la calificó como «una autora excepcional» y con ocasión del premio de la crítica española, Xosé Manuel Eyré, destacó la «filiación cunqueiriana» y la «reivindicación feminista» de Morgana en Esmelle.
Debido a su repentina muerte, dejó inconclusas dos obras: una tercera novela con otra mujer como protagonista, Sherezade, y una novela sobre la vida de su bisabuela.

## Implicación política
Su trabajo como periodista fue acompañado de una actividad sindical muy potente. Así, participó en el I Congreso del Sindicato de Información de Galicia, celebrado en Vigo en 1987, y fue miembro del Comité de Empresa de la Radio Galega, como presidenta del Comité Interempresas de la CRTVG, donde destacó por su implicación contra la manipulación informativa del ente público.
Begoña Caamaño fue una de las promotoras de la Asociación de Mulleres Galegas na Comunicación (MUGACOM), asociación constituida el 8 de marzo de 1997 en la Facultad de Ciencias de la Comunicación de la Universidad de Santiago de Compostela, a iniciativa de un grupo de profesionales y trabajadoras de diferentes campos de la comunicación con el fin de defender el trato igualitario en el ámbito laboral, así como abordar el estudio de la imagen de la mujer en los medios de comunicación.
Fue una activista incansable, intervino en numerosas manifestaciones y performances contra la violencia de género, a favor del aborto, el antimilitarismo, la insumisión y la denuncia de la catástrofe del Prestige del 2002.
Fue miembro de Mulheres Nacionalistas Galegas (MNG) y de la Marcha Mundial de las Mujeres, en las que desarrolló un gran número de acciones públicas.
Colaboró activamente en la campaña "Dou a cara" organizada por el Bloque Nacionalista Galego a favor de la Sanidad Pública Gallega, la Educación Pública, y contra el decreto plurilingüe del Partido Popular de 2012.

## Homenajes
Begoña Caamaño muere el 27 de octubre de 2014 a los cincuenta años. Como despedida, se celebró una acto civil multitudinario en la capilla del tanatorio de Boisaca que congregó a numerosos familiares, amigas y amigos venidos de diferentes lugares de Galicia.
El 24 de octubre de 2015, sus amigas más cercanas organizaron un acto de homenaje, "Begoñísima", en el Teatro Principal de Santiago de Compostela, el que participaron sus compañeras de la Radio Galega, mujeres de las artes escénicas y la danza, escritoras, poetas y músicas, y se proyectaron diversos audiovisuales sobre su figura y su obra.  En este mismo homenaje se presentó el O Libro das amigas. De Circes e Morganas, con diseño de Uqui Permuy e ilustraciones de Montse Amigo y Leandro Lamas, que recoge 24 textos de mujeres, amigas de Caamaño, que quisieron dejar constancia de la labor de su amiga como feminista, activista política y defensora de los derechos humanos. Además, la Fundación Granell Archivado el 24 de octubre de 2017 en Wayback Machine. acogió una mesa redonda en la que se debatió sobre la sororidad, concepto en el que incidió la feminista.
En 2017, la Diputación de Coruña crea el premio Begoña Caamaño, que distingue a una persona, entidad, colectivo o propuesta artística comprometida con la igualdad de género desde el  ámbito de la cultura.
En 2019 el ayuntamiento de Santiago de Compostela, la nombró hija adoptiva de la ciudad y le puso su nombre al parque situado detrás de los juzgados del barrio de Fontiñas.
El 20 de junio de 2025, la Real Academia Galega anunció, tras la primera sesión ordinaria de su pleno después de la extraordinaria del Día de las Letras Gallegas del año en curso —como mandas sus Estatutos—, que la escritora y periodista viguesa sería la persona homenajeada en el Día de las Letras de 2026. Su propuesta, defendida por las académicas Ana Romaní, Marilar Aleixandre, María López Sández, Margarita Ledo Andión, Chus Pato y Francisco Fernández Rei, se impuso a las también valoradas de Antón Tovar, Miguel González Garcés y Enrique Labarta Pose. Caamaño se convierte así en la séptima mujer (decimotercera si se tienen en cuenta a las siete pandereteras que personificaron el reconomiento a las cantareiras en la celebración de 2025) a la que se le dedica este día tras Rosalía de Castro (1963), Francisca Herrera Garrido (1987), María Mariño (2007), María Victoria Moreno (2018), Xela Arias (2021) y Luísa Villalta (2024).